# Fur Ølejr
Den nye Fur ølejr, der opstod som en udbryder af ølejrbevægelsen, har eksisteret fra 1989 og frem til i dag. 